# My Mind Has Seen the White Trick
My Mind Has Seen the White Trick è l'undicesimo album in studio long playing del gruppo Circus Devils, pubblicato negli Stati Uniti nel 2013, in vinile e in CD dalla Happy Jack Rock Records. I Circus Devil sono uno dei progetti paralleli di Robert Pollard, leader e fondatore dei Guided by Voices. Tutte le canzoni sono state scritte ed eseguite da Robert Pollard, Todd Tobias e Tim Tobias.

## Tracce
Lato A
1. Stop Floating - 01:58
2. It Floors The Jane - 04:02
3. Bird Zone - 02:31
4. Deliver Ice Cream - 02:43
5. Mine - 03:06
6. Great Orphan - 02:20
7. Android Dust - 02:09
8. We'd Be Alright - 01:39

Lato B
1. Subway To Human Nature - 03:03
2. Locomotion Blue Note - 03:01
3. It Is Not Necessary - 02:07
4. Eddie's Derangement - 02:28
5. Strained Ligature - 01:57
6. Peculiar Smells - 01:34
7. Skyclops - 02:12
8. Lice - 01:24
9. Wizard - 03:06